# Libra (constelación)
Libra o Balanza (Libra en latín), es la séptima constelación del zodiaco en el cielo. Bastante discreta, no tiene estrellas de primera magnitud, estando situada entre Virgo al oeste y Escorpio al este, notablemente más llamativas. Como se evidencia por los nombres de sus estrellas más brillantes, fue en algún momento parte de las pinzas del escorpión: así, Zubenelgenubi (α Librae) significa «pinza del sur» y Zubeneschamali (β Librae) «pinza del norte». Visualmente α y β son los travesaños de equilibrio de la balanza, mientras que γ y σ son los platillos.

## Características destacables

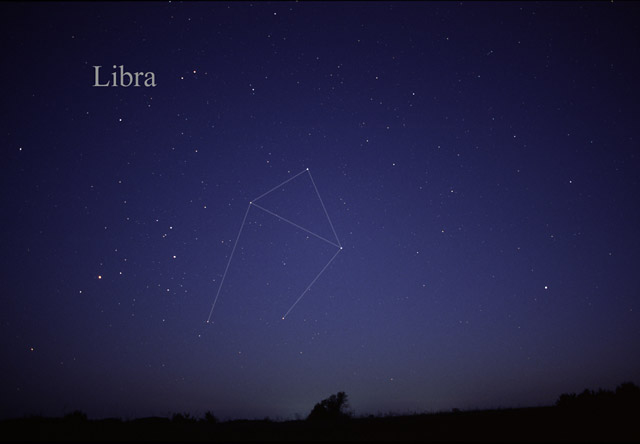
Constelación de Libra (AlltheSky.com)

Zubeneschamali (β Librae), la estrella más brillante de la constelación, es una estrella blanco-azulada de la secuencia principal de tipo espectral B8V con una temperatura efectiva de 11 120 K y 3,85 masas solares.
De características muy distintas es Brachium, nombre que recibe σ Librae, —tercera estrella en cuanto a brillo—, una gigante roja de tipo M2.5III y variable semirregular cuyo brillo fluctúa entre magnitud 3,2 y 3,46 a lo largo de un período de 20 días.
El cuarto astro más brillante, υ Librae, es una gigante anaranjada —de tipo K3.5III— ligeramente más luminosa que Arturo (α Bootis).
Le sigue en brillo τ Librae, estrella blanco-azulada de tipo espectral B2.5V con una temperatura de 18 600 K y una luminosidad 1820 veces mayor que la del Sol; tiene una compañera estelar cuyo período orbital es de 3,3 días.
Zubenelhakrabi o Zubenelakrab (γ Librae) es otra gigante, de tipo G8.5III, con un tercio de la luminosidad de υ Librae. En torno a esta estrella se han descubierto dos planetas gigantes: sus masas mínimas son 1,02 y 4,58 veces la de Júpiter, siendo sus períodos orbitales de 415 y 964 días respectivamente.
Otra estrella con exoplanetas es 23 Librae, enana amarilla de tipo espectral G4-G5V, posiblemente evolucionando hacia la fase de subgigante, con una edad de 9000 millones de años. Se han descubierto también dos planetas en órbita alrededor de esta estrella: el primero tiene un período orbital de 258 días mientras que el segundo, en una órbita más externa, emplea unos 5000 días en completarla.
Es notable también el sistema planetario de la enana roja Gliese 581, situada a 20,5 años luz: tiene tres planetas confirmados y dos más sin confirmar.
También alrededor de Gliese 555 —otra enana roja ligeramente más próxima a la Tierra— se ha descubierto un planeta que orbita a 0,727 ua de ella.
Otra estrella de interés es 48 Librae, una estrella con envoltura catalogada como B3Vsh que se encuentra a 470 años luz de la Tierra. Como es habitual en una estrella de sus características, gira sobre sí misma muy deprisa, con una velocidad de rotación proyectada de 400 km/s, lo que corresponde a un 80% de la velocidad crítica. Es también una estrella variable —clasificada como variable Gamma Cassiopeiae— cuyo brillo varía entre magnitud 4,74 y 4,96.
Por otra parte, Gliese 570 es una estrella triple a solo 19 años luz cuya componente principal es una enana naranja de tipo K4V y variable BY Draconis; una binaria compuesta de dos enanas rojas completa una órbita alrededor de la enana naranja cada 2130 años. Un cuarto objeto del sistema es una distante enana marrón de tipo T7-8V con una temperatura de 800 K aproximadamente.
En Libra se localiza HD 140283 —informalmente conocida como Estrella de Matusalén, en alusión al personaje bíblico— una estrella muy antigua que parece haberse formado poco después del Big Bang. A fecha de 2021 es la estrella más vieja que se conoce.
HE 1523-0901 es otra estrella muy antigua —su edad se cifra en 13 200 millones de años— en esta misma constelación.

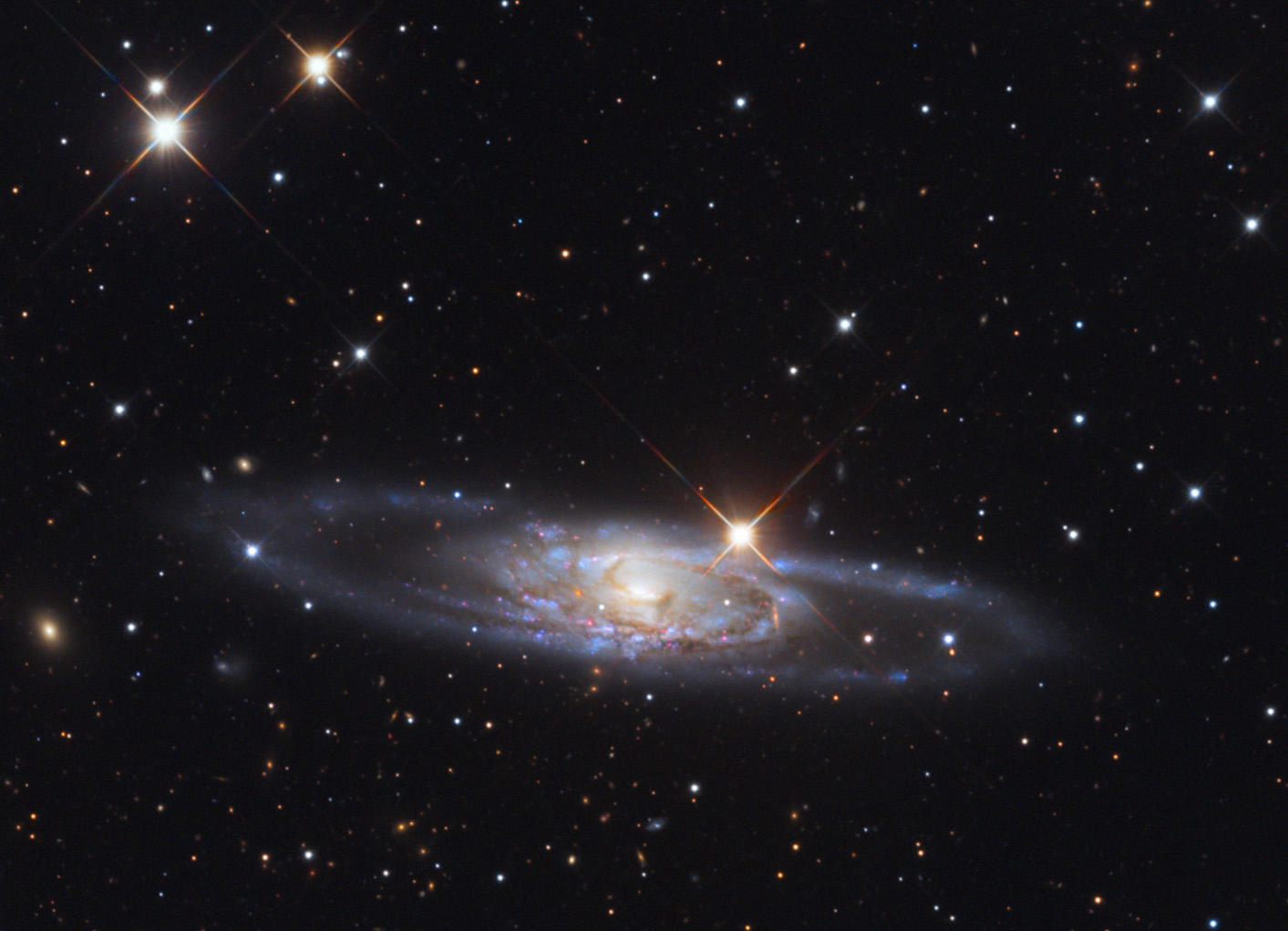
Imagen de la galaxia espiral NGC 5792

Entre los objetos de cielo profundo en la constelación está el cúmulo globular NGC 5897. 
Se localiza en el halo galáctico a una distancia de 12 500 pársecs, y tiene un contenido metálico bajo. 
Se piensa que tiene su origen en los restos de una galaxia primitiva (denominada Gaia-Enceladus) que se fusionó con nuestra Vía Láctea durante sus primeras etapas de formación hace 10 000 millones de años.
NGC 5792 es una galaxia espiral a 31,7 millones de pársecs del sistema solar. En luz visible muestra un pseudoanillo exterior de 31 500 pársecs de radio y un anillo interior de 10 800 pársecs. También en Libra se encuentra el Grupo de Galaxias de NGC 5903, compuesto por una treintena de miembros, y cuyas galaxias más prominentes son la propia NGC 5903 y NGC 5898. El sistema NGC 5903/NGC 5898 es un ejemplo de las etapas tardías en la evolución de una agrupación galáctica. Aunque estas dos grandes galaxias elípticas dominan la población de galaxias, aún conservan signos de las fusiones e interacciones que las formaron.

## Estrellas principales
- α Librae (Zubenelgenubi), estrella binaria cuyas componentes se encuentran separadas algo menos de 4 minutos de arco.
- β Librae (Zubeneschamali), la más brillante de la constelación con magnitud 2,61 ha sido descrita frecuentemente como una estrella verde. De tipo espectral B8V es una estrella 130 veces más luminosa que el Sol.
- γ Librae (Zubenelhakrabi o Zubenelakrab), gigante anaranjada de magnitud 3,91. Alrededor de esta estrella se han descubierto dos planetas gigantes.
- ε Librae, binaria espectroscópica de magnitud 4,93 cuya componente principal es una estrella blanco-amarilla de la secuencia principal.
- η Librae, subgigante blanca de magnitud 5,42.
- θ Librae, gigante naranja de magnitud 4,14.
- ι Librae, denominación que engloba a dos estrellas distintas: ι1 Librae, estrella múltiple de magnitud 4,54 a 376 años luz, y ι2 Librae, estrella blanca a 219 años luz.
- λ Librae, variable elipsoidal rotante de magnitud 5,03.
- μ Librae, sistema estelar cuya componente principal es una estrella Ap.
- ο Librae, estrella blanca de magnitud 6,14.
- σ Librae (Brachium), gigante roja y variable semirregular, cuyo brillo varía entre magnitud 3,2 y 3,46 en un período de 20 días.

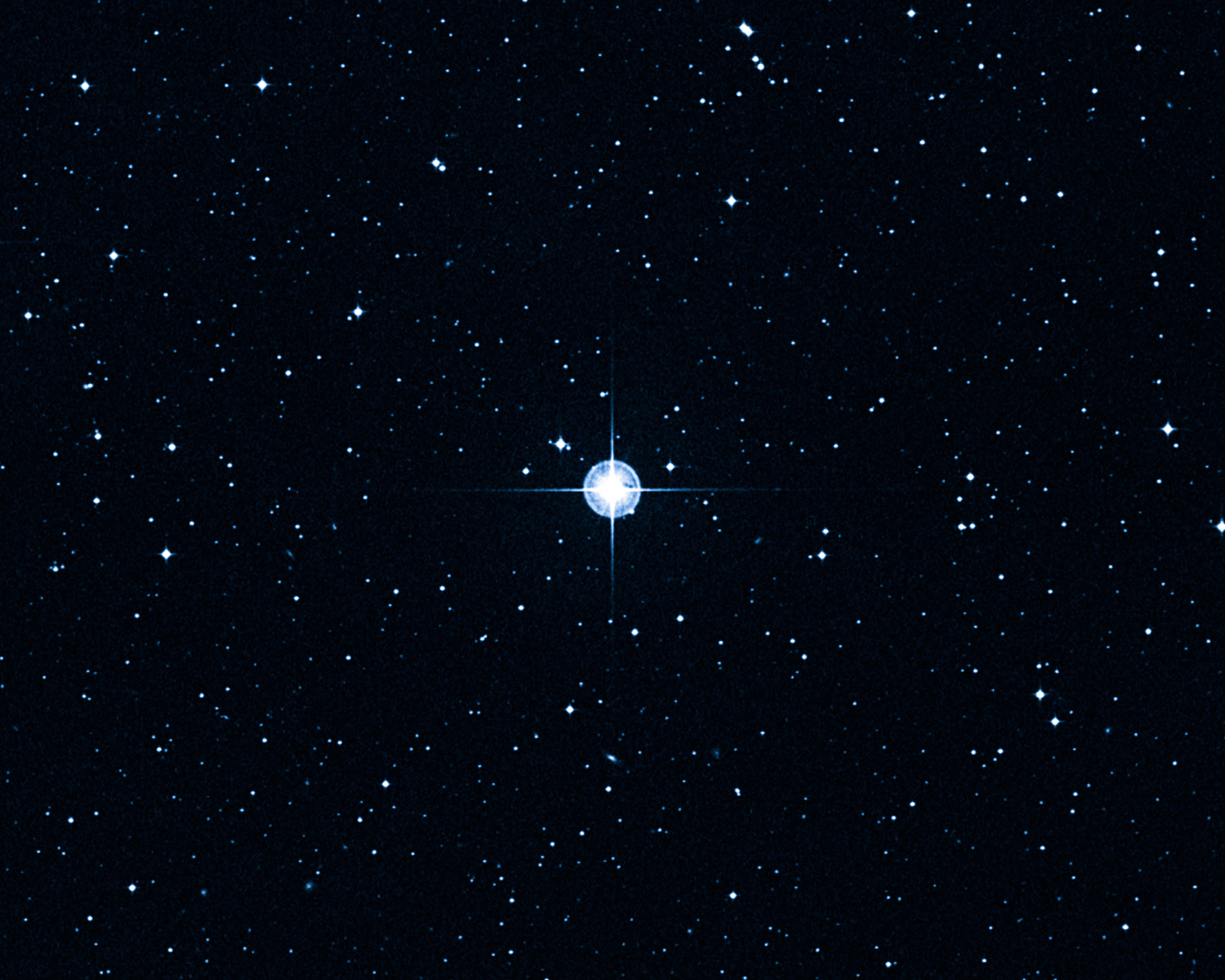
Imagen (en luz azul) de HD 140283, una de las estrellas más antiguas conocidas

- τ Librae, estrella blanco-azulada binaria de magnitud 3,64.
- υ Librae, gigante naranja de magnitud 3,61.
- 11 Librae, gigante amarilla de magnitud 4,93.
- 16 Librae, estrella blanco-amarilla de magnitud 4,48; pese a no tener denominación de Bayer es la octava más brillante de la constelación.
- 18 Librae, gigante naranja rica en metales.
- 23 Librae, enana amarilla con dos planetas extrasolares.
- 37 Librae, subgigante naranja de magnitud 4,61.
- 48 Librae (FX Librae), estrella con envoltura cuya velocidad de rotación es de casi 400 km/s.
- 49 Librae, enana amarilla de magnitud 5,47.
- Lalande 26630 (HD 128429), estrella de disco de magnitud 6,20.Impresión artística del sistema planetario en torno a Gliese 581 (Créditos:ESO)
- S Librae, variable Mira cuyo período es de 193 días.
- VZ Librae, binaria de contacto de brillo variable entre magnitud 10,13 y 10,63.
- HD 132475, vieja estrella del halo de muy baja metalicidad.
- HD 134439 y HD 134440 son dos estrellas, también del halo galáctico, que tienen el mismo movimiento propio.
- HD 140283, subgigante muy antigua.
- Gliese 570 (HR 5568), sistema estelar triple al que acompaña una distante enana marrón.
- Gliese 581 (HO Librae), enana roja a cuyo alrededor se han descubierto cinco planetas extrasolares.
- Gliese 555 (HN Librae), enana roja a 20 años luz del sistema solar también con un planeta.
- HE 1523-0901, una de las estrellas más viejas conocidas, con una edad aproximada de 13 200 millones de años.

## Objetos del cielo profundo

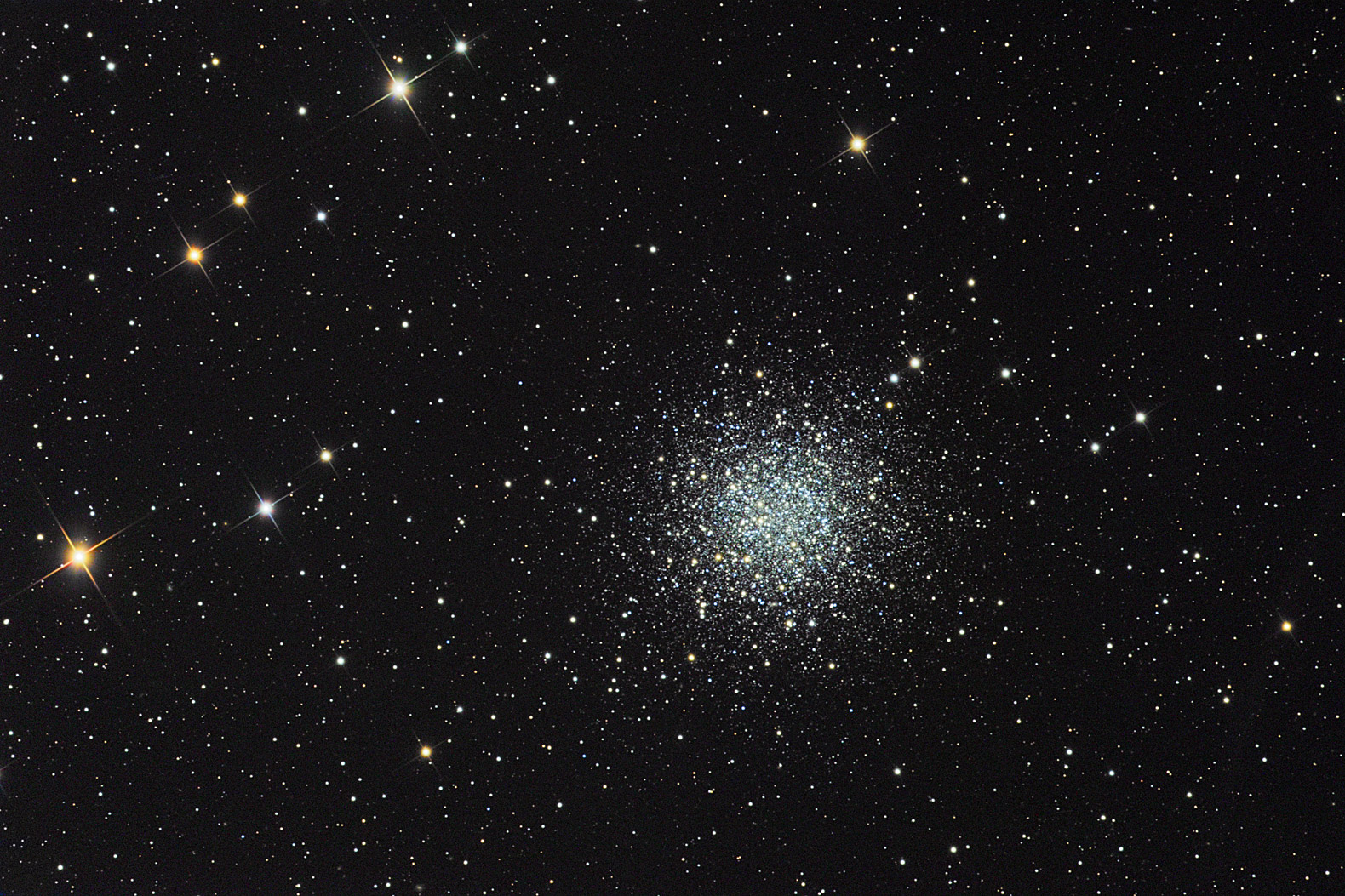
Cúmulo globular NGC 5897

- NGC 5897, cúmulo globular de magnitud 8,6 fácil de observar, con algo más de 7 minutos de arco de diámetro. Se encuentra fácilmente a poco más de grado y medio al sureste de ι Librae.
- NGC 5728 galaxia espiral de magnitud 11,4 situada al suroeste de Zubenelgenubi (α Librae).
- NGC 5792, galaxia espiral distante 31,7 millones de pársecs.
- NGC 5885, también una galaxia espiral, de magnitud 11,8 y situada a 50 minutos de arco al suroeste de Zubeneschamali (β Librae).
- NGC 5898 y NGC 5903, dos galaxias elípticas de magnitudes 11,4 y 11,2; se localizan al este de Brachium (σ Librae).

## Historia y mitología

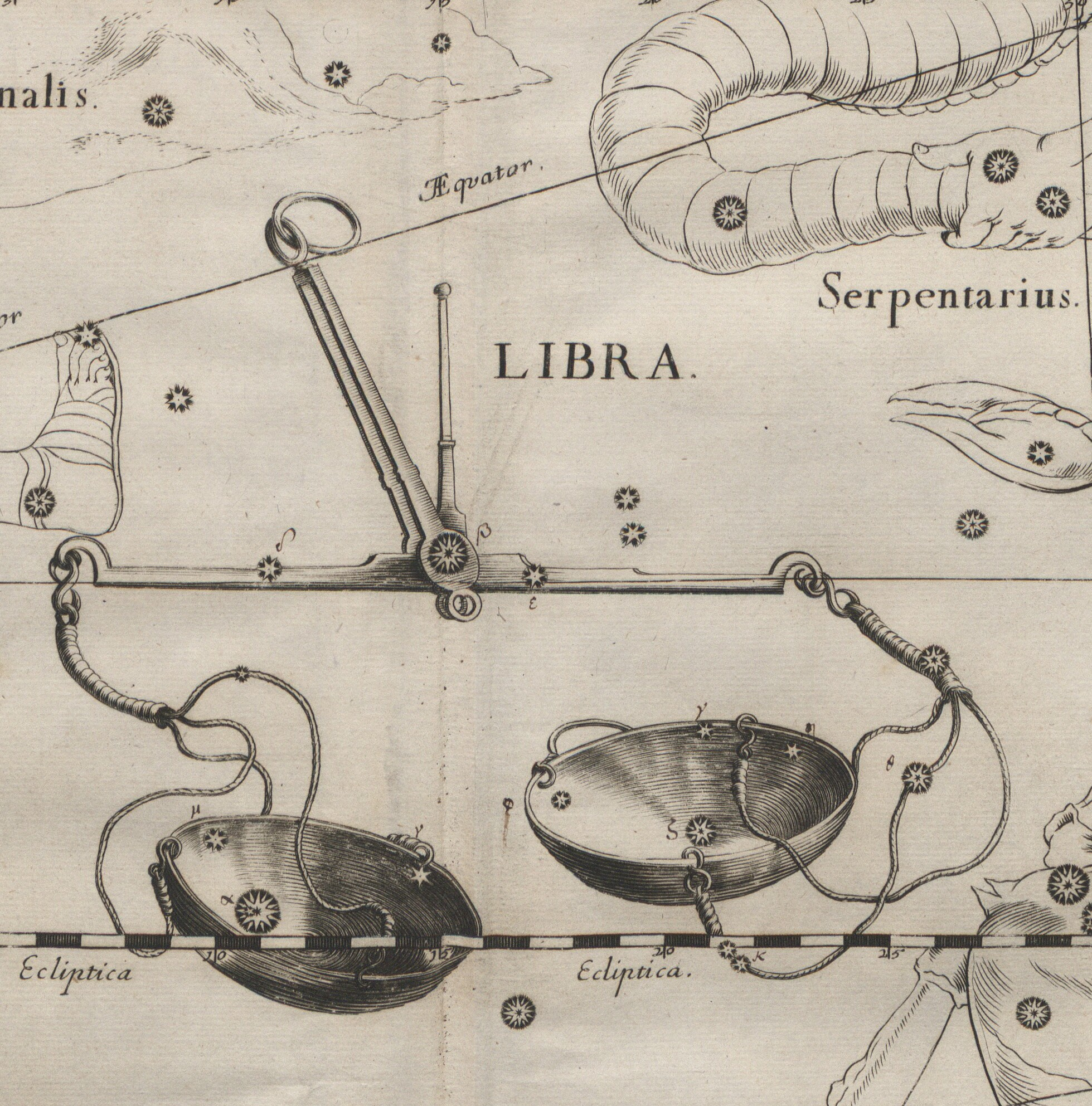
Libra, la Balanza.

Las estrellas que forman Libra se conocían en la astronomía babilónica como MUL Zibanu (las «balanzas» o «equilibrio»), formando parte de las pinzas del Escorpión. Las balanzas eran sagradas para el dios sol Shamash, quien también era el patrón de la verdad y la justicia.
En la antigua Grecia también se conocían como las pinzas del Escorpión. Desde entonces, las estrellas de Libra también se asociaron con la ley, la justicia y el civismo. Se sugiere que esta asociación se debe a que el Sol recorría esta parte de la eclíptica en torno al equinoccio de otoño, donde los días son iguales que las noches. Sin embargo, hoy en día estos momentos no coinciden debido a la precesión de los equinoccios. En árabe zubānā también significa «pinzas de escorpión», similar a otras lenguas semíticas.
Libra solo se convirtió en una constelación en la antigua Roma, donde Julio César ordenó crear una constelación zodiacal propia. Libra se creó a partir de las estrellas que conformaban las pinzas de Escorpio y se hizo eliminar al Ofiuco del zodiaco para que se mantuvieran doce signos. Esta es la razón por la que Libra es el único signo que no es un animal, contradiciendo a la etimología de zodiaco, literalmente, rueda de animales. Con el tiempo, Libra se dejó de representar con Julio César y empezó a asociarse a Astrea, la diosa de la justicia, asociada con Virgo en la mitología griega.
El catasterismo de la Balanza (en griego Ζυγοί, Zygoí) está claramente sugerido por sus propias representaciones. Según Nigido Fígulo se trataba de «Mosco» (esto es, Stathmouchos, el «Portador de la balanza»), el inventor de las balanzas y las pesas, que fue elevado a los cielos a causa de su poder y por su invento excepcionalmente útil.
En la guerra de Tebas, Palas, junto con otros dioses, favoreció a los griegos. Como Baco era tebano, él, junto con otros dioses, favoreció a los tebanos. Así, entre los dioses surgió una disputa en cuanto a quién debía obtener la victoria. Observando esto, Júpiter se sentó en el monte Parnaso, que está cerca de Tebas, sosteniendo en su mano una balanza de oro (libra) para pesar a cada bando. Pero vio que al final de la guerra el juicio era igual. Pero pronto, en la destrucción de Tebas, Júpiter percibió que los griegos tenían la victoria; se decidió en contra de los tebanos y exaltó a los griegos. Así, en recuerdo de este acontecimiento, la balanza fue elevada al cielo y se convirtió en el signo celeste. Según otro relato, Libra se hizo de los brazos del escorpión. Estos se llaman chelae. Se dice que el Sol está en Libra porque cuando pasa por ese signo es el equinoccio; por ese signo es el equinoccio, y la noche y el día son iguales.